# نادية زخاري
الدكتورة نادية زخاري هي وزيرة سابقة في وزارة البحث العلمي في جمهورية مصر العربية تحت فترة حكومة رئيس الوزراء الأسبق هشام قنديل، وهي الوزيرة المسيحية الوحيدة في الحكومة.

تخرجت الدكتورة نادية من كلية علوم بجامعة عين شمس قسم الكيمياء الحيوية بتقدير عام امتياز، كما أنها حلت على الماجستير والدكتوراه بطب القصر العينى، وعملت معيدة بالمعهد القومي للأورام، ورئيس قسم الأورام بالمعهد، وأشرفت على 60 رسالة دكتوراه، ونشرت 65 بحثًا علميًا في مجلات علمية عالمية، وعملت كمُحكمة في بعض المجلات العلمية ومُحكمة لبعض المشاريع العلمية.
ساهمت الدكتورة نادية في تجديد معامل قسم بيولوجيا الأورام بالقصر العيني، كما أنها أشرفت علي قوافل الحب والعطاء المجانية، وشاركت في تنظيم قوافل طبية إلى سيناء.